# Æbleflæsk (film)
Æbleflæsk er en dansk kortfilm fra 1996 instrueret af Lars Nørgaard.